# Simone Facey
Simone Facey (ur. 7 maja 1985 w Manchesterze na Jamajce) – jamajska lekkoatletka, sprinterka. Wicemistrzyni olimpijska z Rio de Janeiro, trzykrotna medalistka mistrzostw świata, trzykrotna medalistka igrzysk panamerykańskich, dwukrotna medalistka mistrzostw Ameryki Środkowej i Karaibów, złota i srebrna medalistka mistrzostw świata U-20.
Jest kuzynką Sashalee Forbes, również sprinterki i medalistki olimpijskiej.

## Przebieg kariery
W 2000 roku wywalczyła w kategorii wiekowej U-17 dwa medale CARIFTA Games, jak również została dwukrotną mistrzynią Ameryki Środkowej i Karaibów w kategorii wiekowej U-18. Rok później wystąpiła w rozgrywanych w Debreczynie mistrzostwach świata U-18, na których m.in. zajęła 4. miejsce w finale konkursu biegu na 100 m. W 2002 była uczestniczką mistrzostw świata U-20 w Kingston, z czempionatu wróciła ze złotym medalem w konkurencji biegu sztafet 4 × 100 m oraz srebrnym medalem wywalczonym w konkurencji biegu na 100 m.
W 2007 wystąpiła na mistrzostwach świata, których gospodarzem było japońskie miasto Osaka. Wywalczyła tam srebrny medal w konkurencji biegu sztafet 4 × 100 m. W Berlinie na tej samej imprezie została dwa lata później złotą medalistką w tej samej konkurencji, jak również zajęła 6. miejsce w finale konkursu biegu na 200 m. W 2011 roku sięgnęła po srebrny medal igrzysk panamerykańskich w konkurencji biegu na 200 m. Na rozgrywanych w Toronto igrzyskach obu Ameryk udało się zdobyć kolejne dwa medale, w tym srebro w sztafecie 4 × 100 m.
Na rozgrywanych w Rio de Janeiro igrzyskach olimpijskich startowała w dwóch konkurencjach. W biegu na 200 m dotarła do półfinału, w tej fazie uzyskała czas 22,57 i zajęła 3. miejsce w grupie i 11. miejsce w gronie wszystkich zawodniczek, które nie dały jej awansu do fazy finałowej. Natomiast w biegu sztafet 4 × 100 m brała udział jedynie w eliminacjach, w których jamajska sztafeta uzyskała czas 41,79 i awansowała do finału. Reprezentantki Jamajki (w tym Facey) ostatecznie wywalczyły srebrny medal olimpijski.
W 2017 otrzymała trzeci w karierze medal mistrzostw świata seniorów, w konkurencji biegu sztafet 4 × 100 m jamajska ekipa z jej udziałem zajęła 3. miejsce w finale i tym samym sięgnęła po brązowy medal. Po raz ostatni w zawodach lekkoatletycznych wystąpiła w ramach mistrzostw kraju rozegranych w czerwcu 2019 roku, na nich nie wywalczając żadnego medalu.

## Osiągnięcia
| Rok     | Zawody                                            | Miasto         | Miejsce | Konkurencja              | Wynik   |
| ------- | ------------------------------------------------- | -------------- | ------- | ------------------------ | ------- |
| 2000    | CARIFTA Games                                     | Saint George’s | srebro  | bieg na 200 m (U17)      | 24,32   |
| 2000    | CARIFTA Games                                     | Saint George’s | złoto   | sztafeta 4 × 100 m (U17) | 45,91   |
| 2000    | Mistrzostwa Ameryki Środkowej i Karaibów juniorów | San Juan       | złoto   | bieg na 200 m (U18)      | 24,14   |
| 2000    | Mistrzostwa Ameryki Środkowej i Karaibów juniorów | San Juan       | złoto   | sztafeta 4 × 100 m (U18) | 45,66   |
| 2001    | CARIFTA Games                                     | Bridgetown     | złoto   | bieg na 100 m (U17)      | 11,78   |
| 2001    | CARIFTA Games                                     | Bridgetown     | złoto   | bieg na 200 m (U17)      | 24,15   |
| 2001    | CARIFTA Games                                     | Bridgetown     | złoto   | sztafeta 4 × 100 m (U17) | 45,44   |
| 2001    | Mistrzostwa świata juniorów młodszych             | Debreczyn      | 4.      | bieg na 100 m            | 11,83   |
| 2001    | Mistrzostwa świata juniorów młodszych             | Debreczyn      | 4. SF   | bieg na 200 m            | 24,48   |
| 2002    | Mistrzostwa Ameryki Środkowej i Karaibów juniorów | Bridgetown     | złoto   | bieg na 100 m (U20)      | 11,46   |
| 2002    | Mistrzostwa Ameryki Środkowej i Karaibów juniorów | Bridgetown     | złoto   | bieg na 200 m (U20)      | 23,22   |
| 2002    | Mistrzostwa Ameryki Środkowej i Karaibów juniorów | Bridgetown     | złoto   | sztafeta 4 × 100 m (U20) | 44,30   |
| 2002    | Mistrzostwa świata juniorów                       | Kingston       | srebro  | bieg na 100 m            | 11,43   |
| 2002    | Mistrzostwa świata juniorów                       | Kingston       | złoto   | sztafeta 4 × 100 m       | 43,40   |
| 2003    | Mistrzostwa panamerykańskie juniorów              | Bridgetown     | srebro  | sztafeta 4 × 100 m       | 44,24   |
| 2004    | CARIFTA Games                                     | Hamilton       | złoto   | bieg na 100 m            | 11,72   |
| 2004    | CARIFTA Games                                     | Hamilton       | złoto   | sztafeta 4 × 100 m       | 45,22   |
| 2007    | Mistrzostwa świata                                | Osaka          | srebro  | sztafeta 4 × 100 m       | 42,01   |
| 2009    | Mistrzostwa świata                                | Berlin         | 6.      | bieg na 200 m            | 22,80   |
| 2009    | Mistrzostwa świata                                | Berlin         | złoto   | sztafeta 4 × 100 m       | 42,06   |
| 2011    | Mistrzostwa Ameryki Środkowej i Karaibów          | Mayagüez       | brąz    | bieg na 100 m            | 11,39   |
| 2011    | Mistrzostwa Ameryki Środkowej i Karaibów          | Mayagüez       | 2. H    | bieg na 200 m            | 23,36   |
| 2011    | Mistrzostwa Ameryki Środkowej i Karaibów          | Mayagüez       | srebro  | sztafeta 4 × 100 m       | 43,63   |
| 2011    | Igrzyska panamerykańskie                          | Guadalajara    | srebro  | bieg na 200 m            | 22,86   |
| 2011    | Igrzyska panamerykańskie                          | Guadalajara    | DNF     | sztafeta 4 × 100 m       | N/A     |
| 2014    | IAAF World Relays                                 | Nassau         | brąz    | sztafeta 4 × 200 m       | 1:30,04 |
| 2015    | IAAF World Relays                                 | Nassau         | złoto   | sztafeta 4 × 100 m       | 42,14   |
| 2015    | Igrzyska panamerykańskie                          | Toronto        | brąz    | bieg na 200 m            | 22,74   |
| 2015    | Igrzyska panamerykańskie                          | Toronto        | srebro  | sztafeta 4 × 100 m       | 42,68   |
| 2016    | Halowe mistrzostwa świata                         | Portland       | 4. SF   | bieg na 60 m             | 7,21    |
| 2016    | Igrzyska olimpijskie                              | Rio de Janeiro | 3. SF   | bieg na 200 m            | 22,57   |
| 2016    | Igrzyska olimpijskie                              | Rio de Janeiro | srebro  | sztafeta 4 × 100 m       | 41,79   |
| 2017    | IAAF World Relays                                 | Nassau         | srebro  | sztafeta 4 × 100 m       | 42,95   |
| 2017    | Mistrzostwa świata                                | Londyn         | 6. SF   | bieg na 100 m            | 11,23   |
| 2017    | Mistrzostwa świata                                | Londyn         | 4. SF   | bieg na 200 m            | 23,01   |
| 2017    | Mistrzostwa świata                                | Londyn         | brąz    | sztafeta 4 × 100 m       | 42,19   |
| Źródło: |                                                   |                |         |                          |         |

## Rekordy życiowe
- bieg na 100 m – 10,95 (18 maja 2008, Boulder)
- bieg na 200 m – 22,25 (29 czerwca 2008, Kingston)
- bieg na 400 m – 53,09 (8 kwietnia 2017, Coral Gables)
- sztafeta 4 × 100 m – 41,65 (1 września 2016, Zurych)
- sztafeta 4 × 200 m – 1:30,04 (25 maja 2014, Nassau), do 22 kwietnia 2017 rekord Jamajki[5]
- sztafeta 4 × 400 m – 3:27,67 (1 kwietnia 2016, Gainesville)

Halowe
- bieg na 60 m – 7,14 (9 lutego 2016, Eaubonne)
- bieg na 200 m – 22,94 (14 marca 2008, Fayetteville)
- bieg na 400 m – 58,51 (21 stycznia 2006, Fayetteville)
- sztafeta 4 × 400 m – 3:35,43 (15 marca 2008, Fayetteville)

Źródło: 